# Rhipidocephala caffra
Rhipidocephala caffra là một loài ruồi trong họ Asilidae. Rhipidocephala caffra được Macquart miêu tả năm 1846. Loài này phân bố ở vùng nhiệt đới châu Phi.